# Jan Minář
Jan Minář (* 9. April 1981 in Prag, Tschechoslowakei) ist ein ehemaliger tschechischer Tennisspieler.

## Persönliches
Der Bruder von Jan Minář, Ivo (* 1984), spielte von 2002 bis 2015 ebenfalls Tennis und erreichte Platz 62 der Weltrangliste.

## Karriere
Minář spielte zwischen 1997 und 1999 etwa 30 Matches auf der ITF Junior Tour und erreichte in der Junioren-Rangliste Platz 188 im Einzel.
Bei den Profis erspielte sich Minář im Jahr 2000 die ersten Punkte für die Weltrangliste. Er war am Anfang seiner Karriere hauptsächlich auf der drittklassigen ITF Future Tour aktiv. 2002 zog er das erste Mal in ein Future-Halbfinale ein, wodurch er kurz vor dem Einzug unter die besten 500 der Welt stand. Im Doppel gewann er in diesem Jahr seinen ersten Titel. 2003 schaffte er auch im Einzel den Einzug in sein erstes Endspiel bei einem Future, verlor aber alle drei erreichten Finals. In San Marino schlug er mit Simon Stadler das erste Mal einen Gegner bei einem Challenger-Turnier, das höher dotiert ist. Das Jahr beendete er auf Rang 318 und damit rund 200 Plätze höher als das Jahr zuvor.
2004 überzeugte Minář häufiger bei Challengers. Zweimal schied er dort erst im Viertelfinale aus; der größte Erfolg gelang ihm aber in Graz, wo er alle fünf Matches gewann und seinen einzigen Challenger-Titel der Karriere gewann. Im Finale besiegte er den Franzosen Gilles Simon. Mit Rang 285 stand Minář Ende des Jahres erstmals unter den Top 300 der Welt. Diese Platzierung hielt er 2005. In der ersten Saison, die er fast nur auf der Challenger Tour verbrachte, verlor er sein zweites Challenger-Finale in Zagreb. Nachdem er zuvor keinen Satz abgegeben hatte, unterlag er im Endspiel der spontan mit einer Wildcard startenden Nummer 14 der Welt, Ivan Ljubičić, mit 4:6, 2:6. Das Jahr 2006 verlief schlechter: außer einem Future-Titel wies er in diesem Jahr keine Erfolge vor.
Die Jahre 2007 und 2008 stellten die erfolgreichste Zeit von Minář im Einzel dar. Bis Mitte 2007 stand er fünfmal in einem Future-Endspiel und blieb dort dreimal siegreich, sodass er wieder in den Top 300 der Welt stand. Bei den meisten der folgenden Challengers überstand er die ersten Runden, in Oberstaufen und Barnstable schied er erst im Halbfinale aus. Mit Kristian Pless (ATP 99) besiegte Minář das erste Mal einen Spieler der Top 100. Auf das Jahr 2008 fielen die einzigen zwei Hauptfeldteilnahmen von Minář auf der ATP Tour. Sowohl in Dubai als auch bei den US Open überstand er die Qualifikation. Danach war gegen Igor Andrejew bzw. Ivo Karlović in der ersten Hauptrunde jeweils Schluss. Im Mai 2008 stieg Minář auf Rang 177 der Welt, sein Karrierehoch. Danach fiel er aber wegen ausbleibender Erfolge auf Challenger-Turnieren wieder etliche Positionen und schloss das Jahr außerhalb der Top 300 ab.
Den Zenit im Doppel erreichte Minář 2009 mit Platz 335. Er hatte im Juli 2008 in Međugorje mit Martin Slanar seinen einzigen Challenger im Doppel gewonnen, drei weitere Male hatte er in seiner Karriere im Finale gestanden. 2009 stellte das letzte Jahr Minářs dar, in dem er im Bereich der Challengers noch Erfolge verbuchte. In Jersey und Oberstaufen zog er das dritte und vierte Mal ins Endspiel ein, verlor aber beide Male. Das fünfte und letzte Challenger-Endspiel seiner Karriere verlor er 2010 erneut in Jersey gegen Jan Hernych und nahm damit Platz 216 ein. Bis Jahresende sank er auf Rang 342. Auch in den folgenden Jahren bis 2013 war er vor allem bei Futures erfolgreich – er gewann 2011 und 2012 noch je einen Titel. Danach kehrte er nur noch sporadisch für kleine Turniere zurück, zuletzt 2017.
In seiner Karriere gewann Minář je einen Challenger im Einzel und Doppel sowie acht Future-Titel (davon einen im Doppel). Einmal im Jahr 2008 schaffte er es in das Hauptfeld eines Grand-Slam-Turnier. 2013 war er das letzte Mal regelmäßig aktiv. Zwischen 2005 und 2014 spielte Minář in der 1. und 2. Tennis-Bundesliga, zuletzt zusammen im Team mit seinem Bruder Ivo.

## Erfolge
| Legende (Anzahl der Siege) |
| Grand Slam                 |
| ATP Finals                 |
| ATP Tour Masters 1000      |
| ATP Tour 500               |
| ATP Tour 250               |
| ATP Challenger Tour (2)    |

### Einzel

#### Turniersiege
| Nr. | Datum           | Turnier | Belag | Finalgegner  | Ergebnis      |
| --- | --------------- | ------- | ----- | ------------ | ------------- |
| 1.  | 14. August 2004 | Graz    | Sand  | Gilles Simon | 3:6, 6:3, 7:5 |

### Doppel

#### Turniersiege
| Nr. | Datum         | Turnier   | Belag | Partner       | Finalgegner                     | Ergebnis |
| --- | ------------- | --------- | ----- | ------------- | ------------------------------- | -------- |
| 1.  | 27. Juli 2008 | Međugorje | Sand  | Martin Slanar | Pere Riba Pablo Santos González | 7:5, 6:3 |